# Detarium beurmannianum
Detarium beurmannianum är en ärtväxtart som beskrevs av Georg August Schweinfurth. Detarium beurmannianum ingår i släktet Detarium och familjen ärtväxter. Inga underarter finns listade i Catalogue of Life.